# Royal Academy Summer Exhibition
De Royal Academy Summer Exhibition is een jaarlijks kunstevenement tijdens de zomermaanden in de Britse hoofdstad Londen. De Summer Exhibition ("zomertentoonstelling") wordt al sinds 1769 georganiseerd door de Royal Academy of Arts (RA) en vindt sinds 1868 plaats in Burlington House in Piccadilly in het centrum van Londen. Het evenement is zowel een tentoonstelling, die jaarlijks een kwart miljoen bezoekers trekt, als een kunstbeurs, aangezien bijna alle tentoongestelde werken te koop zijn.

## Geschiedenis

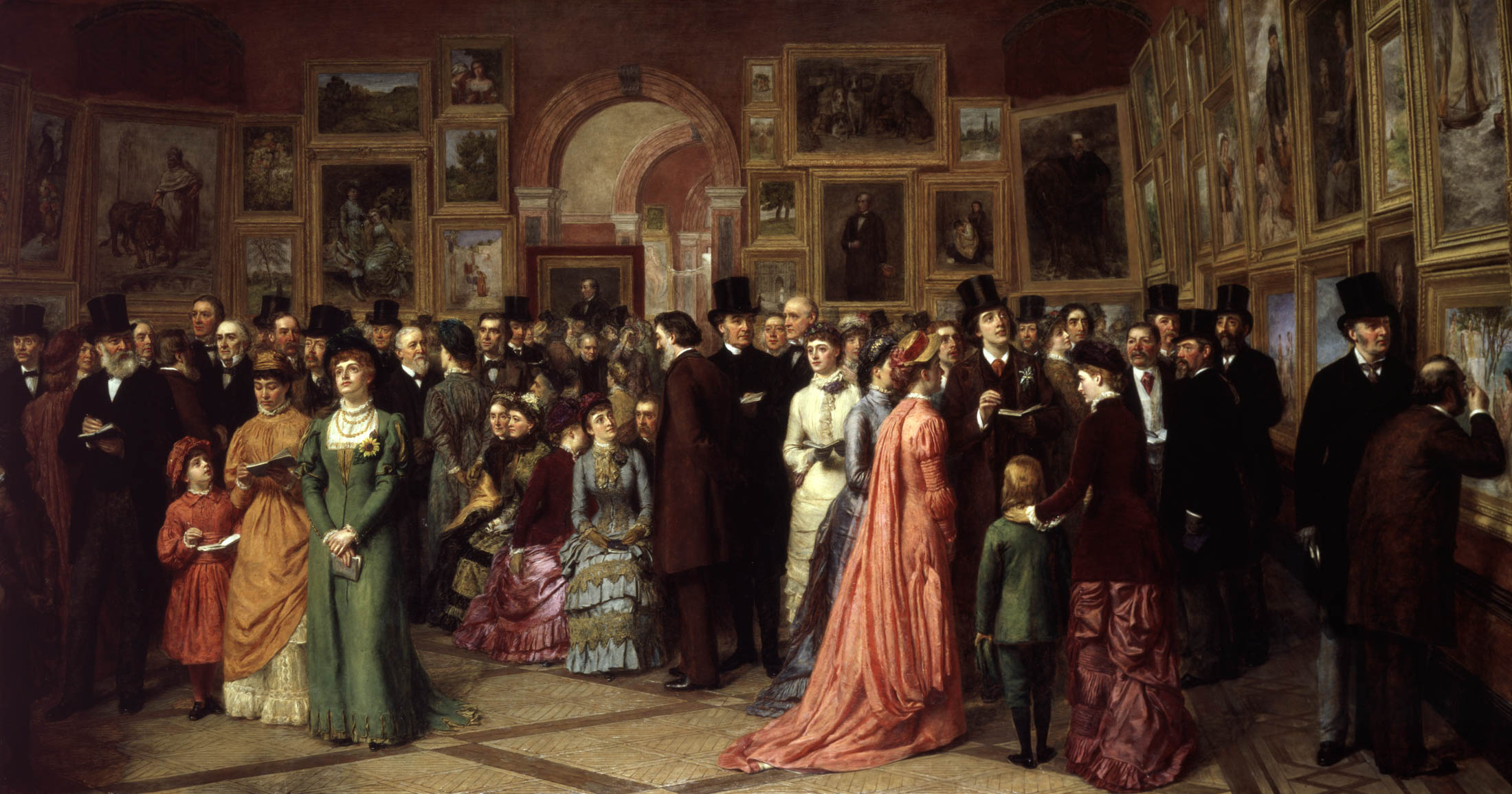
William Powell Frith: A Private View at the Royal Academy, 1881

Een van de hoofddoelen bij de oprichting van de Royal Academy in 1768 was het organiseren van een jaarlijkse tentoonstelling, die openstond voor alle kunstenaars van een zeker niveau. De eerste door de leden georganiseerde tentoonstelling, met open deelname, liep van 25 april 1769 tot 27 mei 1769. Deze tentoonstelling, waarop 136 werken te zien waren, wordt gezien als de eerste Summer Exhibition. Sindsdien is er zonder uitzondering elk jaar een zomertentoonstelling geweest.
Deelnemers uit de beginperiode waren onder anderen: Thomas Gainsborough, Angelica Kauffmann, Joshua Reynolds, John Constable, Thomas Lawrence en William Turner. Later namen onder anderen John Ruskin, James McNeill Whistler, Lourens Alma Tadema, John Everett Millais, John William Waterhouse, John Singer Sargent, Eduardo Paolozzi, Howard Hodgkin, Peter Blake, R.B. Kitaj en David Hockney deel aan de Summer Exhibition. Deelnemers aan de tentoonstelling van 2014 waren onder anderen Tracey Emin, Anselm Kiefer, Marlene Dumas, Rob Voerman en de acteur Benedict Cumberbatch.
Tot 2010 was er een jaarlijks thema, dat echter ruim geïnterpreteerd kon worden.

## Organisatie

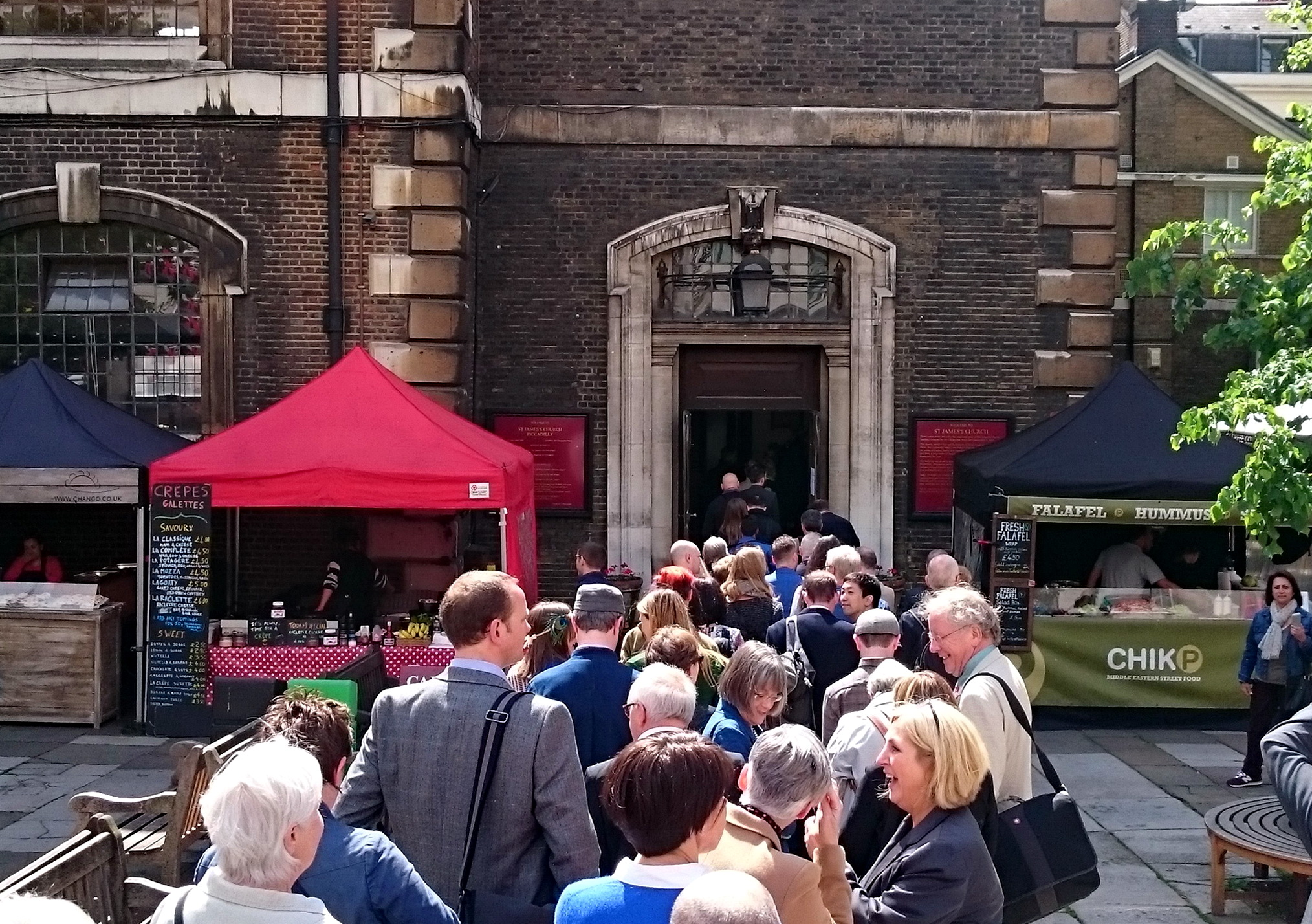
Deelnemers aan de RA Summer Exhibition 2015 bij de kerk van St. James op Varnishing Day

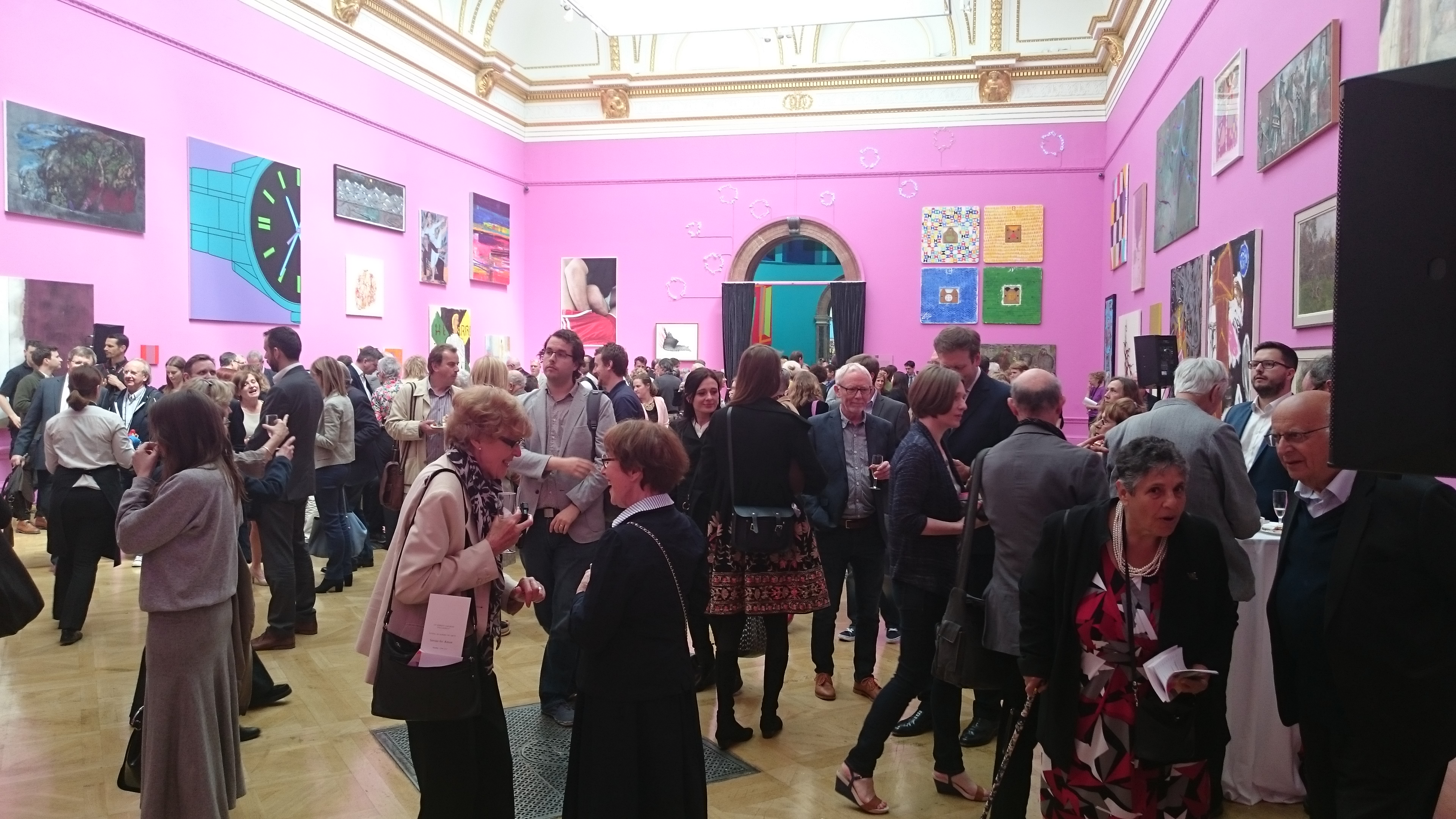
Openingsreceptie, juni 2015

De Summer Exhibition is de grootste kunsttentoonstelling ter wereld die werkt met "open inzending" ("the world’s biggest open submission exhibition"). Behalve de 80 vaste leden van de Royal Academy, die elk maximaal zes (was vijf) werken kunnen inzenden, kan iedere professionele of amateurkunstenaar werk inzenden. Gemiddeld ontvangt de Royal Academy circa 12.000 inzendingen van circa 600 kunstenaars. Alleen werk van levende kunstenaars, die hoofdzakelijk in het Verenigd Koninkrijk werken, wordt geaccepteerd, tenzij men uitgenodigd wordt. Elke kunstenaar kan maximaal twee werken (was drie) insturen en betaalt daarvoor £25 per werk, ongeacht of het werk geaccepteerd wordt. De meeste inzendingen betreffen schilderijen, maar ook tekeningen, etsen, foto's, films, sculpturen, installaties en architectuurontwerpen en -modellen worden geaccepteerd. Het Summer Exhibition Selection and Hanging Committee bepaalt welke werken (maximaal circa 1000) geschikt zijn voor de tentoonstelling. Leden van dit comité zijn afkomstig van de Council of Academicians (het bestuur van de Royal Academy).
Jaarlijks wordt een gerenommeerd kunstenaar, meestal een lid van de academie, uitgenodigd om als hoofdcurator op te treden, waarbij enkele zalen in Burlington House worden ingericht met werk van zijn of haar voorkeur. In 2015 is dit Michael Craig-Martin. De overige werken worden op "Victoriaanse wijze" geëxposeerd, dat wil zeggen dat schilderijen, prenten en tekeningen dicht naast en boven elkaar worden opgehangen. In de weken voorafgaand aan de opening voor het publiek vindt een reeks openingsmanifestaties plaats, waarvan de belangrijkste "Varnishing Day" is, volgens de traditie de dag waarop vroeger sommige kunstenaars hun werk kwamen voorzien van een vernislaag (zie ook: vernissage). Op deze dag trekken de deelnemers in processie van Burlington House naar de kerk van St. James Piccadilly, waar een dienst wordt gehouden, waarna de openingsreceptie plaatsvindt in Burlington House.
In totaal is ruim £70.000 aan prijzengeld beschikbaar; de belangrijkste prijs, de Charles Wollaston Award, bedraagt £25.000. Winnaars van deze prijs waren onder anderen R.B. Kitaj (1997), David Hockney (1999), Marc Quinn (2001), Jake & Dinos Chapman (2003), Jeff Koons (2008), Richard Wilson (2009), Anselm Kiefer (2012) en El Anatsui (2013). Verder is er een architectuurprijs van £10.000. Bijna alle werken zijn te koop. Van de opbrengst gaat 30% naar de Royal Academy, in 2003 ongeveer £2 miljoen. Daarmee is de Summer Exhibition een belangrijke bron van inkomsten voor de niet-gesubsidieerde Royal Academy.